# الفتى كامل
الفتى كامل فيلم رسوم متحركة كوري انتج في 5 مايو 1987 . تم تقسيم الفيلم إلى حلقات وتم دبلجته بالعربية.

## القصة
الفتى كامل الولد الشجاع ولاعب البيسبول المشهور بفريق النهضة يبدأ مشوار حياته بالكفاح وحده عندما تتوفى أخته التي يحبها بشدة إثر عملية جراحية باءت بالفشل فيحزن عليها كثيراً.
الفتى «كامل» الولد الشجاع ولاعب البيسبول المشهور بفريق النهضة.. يبدأ مشوار حياته بالكفاح وحده عندما تتوفى أخته التي يحبها بشدة إثر عملية جراحية باءت بالفشل فيحزن عليها كثيراً. في ذلك اليوم يأتي المحقق «فارس» من الشرطة ويستفسر من «عم كامل» عن موضوع سرقة أموال الشركة التي يعمل بها «عم كامل» فيعرف منه أنه قام بذلك ليسدد قيمة العملية التي أجرتها «أخت كامل».. فيعلم «كامل» بمشكلة عمه مع الشرطة فعندما واجهه بالخبر الذي سمعه عن سرقة أموال الشركة والسبب الذي دفع عمه لعمل ذلك... حزن «كامل» على عمه حزناً شديداً وأخبره عمه بأن يجب أن يكون شجاعاً لمواجهة هذه الحياة بمفرده. من هنا يبدأ «كامل» مشوار حياته، ومشواره مع فريق النهضة «فريق كرة البيسبول».

## روابط خارجية
- قالب:KMDb 영화
- 떠돌이 까치 - 미만부